# Laphria franciscana
Laphria franciscana là một loài ruồi trong họ Asilidae. Laphria franciscana được Bigot miêu tả năm 1878. Loài này phân bố ở vùng Tân Bắc giới.